# Cascade de Rouaka
 (novembre 2012).
Si vous disposez d'ouvrages ou d'articles de référence ou si vous connaissez des sites web de qualité traitant du thème abordé ici, merci de compléter l'article en donnant les références utiles à sa vérifiabilité et en les liant à la section « Notes et références ».
La cascade de Rouaka est une chute d’eau sur la rivière Rouaka dans la commune de Ouangani, à Mayotte. Elle se situe dans le quartier de Barakani avec 20 mètres de hauteur. 